# Niaz Stadium
Das Niaz Stadium ist ein Cricket-Stadion in Hyderabad, Pakistan.

## Kapazität und Infrastruktur
Das Stadion hat eine Kapazität von 15.000 Plätzen.

## Internationales Cricket
Das erste Test-Match in diesem Stadion fand im März 1973 zwischen Pakistan und England statt. Seitdem war es Spielstätte zahlreicher internationaler Begegnungen. Das erste One-Day International im Iqbal Stadion wurde im September 1982 zwischen Pakistan und Australien ausgetragen. Beim Cricket World Cup 1987 wurde in dem Stadion ein Vorrundenspiel ausgetragen. Internationale Spiele wurden hier zunächst bis 1997 ausgetragen, bevor es bei einem Tour Match der West Indies zu Beschwerden über die mangelnden Unterbringungsmöglichkeiten kam. Der Zustand des Stadions und der Spielfläche ließ eine ordnungsgemäße Austragung in der Folge nicht mehr zu. 2007 ergriff der pakistanische Verband die Initiative und nahm das Stadion in seinen Besitz. Nach Renovierungsarbeiten fand hier in der Saison 2007/08 gegen Simbabwe wieder ein ODI statt. Seit dem Angriff auf das Cricketteam Sri Lankas in Lahore 2009 wurden hier keine weiteren internationalen Spiele ausgetragen.

## Nationales Cricket
In dem Stadion werden seit 1962 First-Class-Spiele ausgetragen. Es ist Heimstätte von Hyderabad.